# Sergueï Yelysseïev
Sergueï Stanislasvovitch Yelisseïev (russe : Сергей Станиславович Елисеев, ukrainien : Сергій Станіславович Єлісєєв), né le 24 octobre 1961 est un officier de marine russo-ukrainien. Il est contre-amiral et le commandant adjoint de la flotte russe de la Baltique. Il est également un ancien commandant le commandant par intérim de la marine ukrainienne de février au 1er mars 2014 après Youriy Ilyin. Depuis la crise de Crimée c'est un transfuge en Russie.